# 1926 en Inde
Chronologie de l'Inde
- 1922
- 1923
- 1924
- 1925
- 1926
- 1927
- 1928
- 1929
- 1930

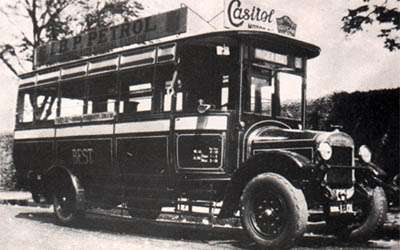
Les premiers bus de la compagnie BEST sont mis en service à Bombay.

Cette page concerne les évènements survenus en 1926 en Inde  :

## Évènement
- Grève de Binny Mills : mouvement de grève générale à Bangalore. Cette grève est considérée comme faisant partie du mouvement pour l'indépendance de l'Inde.
- 10 juin : Élections législatives

## Cinéma
- Le cinéma indien produit 106 films.
- La première organisation commerciale du cinéma, appelée The Bombay Cinema and Theatre Trade Organisation, est créée en Inde.
- Les films ont leur titre principal en anglais, suivi du titre régional en langue indienne.
- Fatima Begum devient la première réalisatrice indienne et sort le film Bulbule Paristan.
- Sulochana fait ses débuts avec The Telephone Girl et devient l'une des stars populaires des années 1920 et du début des années 1930.
- Kanan Devi, également appelée Kanan Bala, commence sa carrière d'actrice à l'âge de dix ans dans le film Joydev réalisé par Jyotish Bannerji pour Jyoti Studios. Elle devient ensuite l'une des premières chanteuses-actrice du cinéma hindi et bengali.

- Sortie du film Prem Sanyas.

## Création
- All India Anglo-Indian Association (en)
- Ananda Vikatan (en), magazine.
- Fédération indienne de tennis de table (en)
- Gare de New Delhi
- Palais de Lalbagh (en)
- Sangeetha Kalanidhi (en), récompenses de la musique carnatique.

## Dissolution
- U. Ray and Sons (en)

## Naissance
- Jamiluddin Aali (en), poète, écrivain et critique.
- Sukumar Azhikode (en), écrivain.
- Sukanta Bhattacharya (en), poète et scénariste.
- Qurratulain Hyder (en), romancière.
- Raaj Kumar (en), acteur.
- Uttam Kumar, acteur, réalisateur et producteur.
- Kelucharan Mohapatra, danseur légendaire.
- Prem Nath (en), acteur et réalisateur.
- O. P. Nayyar (en), compositeur de musique de film.
- Laxman Pai (en), peintre.
- Yash Pal (en), scientifique.
- Syed Zahoor Qasim (en), biologiste marine.

## Décès
- Syed Hussain Bilgrami (en), personnalité politique.
- Brij Narayan Chakbast (en), poète.
- Qazi Imdadul Haq (en), écrivain.
- S. Rangaswami Iyengar (en), avocat et journaliste.
- Marie Thérèse Chiramel Mankidyan, religieuse et sainte.
- Dattatray Balwant Parasnis (en), historien.
- Swami Shraddhanand (en), moine, philosophe et militant pour l'indépendance de l'Inde.
- Dwijendranath Tagore (en), écrivain.
- James Willcocks (en), général britannique.